# 出口辰夫

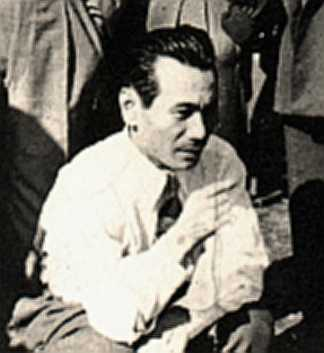
出口 辰夫

出口 辰夫（でぐち たつお、大正12年〈1923年〉- 昭和30年〈1955年〉1月30日もしくは昭和30年（1955年）1月10日）は、日本のヤクザ。稲川組（組長：稲川角二）幹部。宮崎県西諸県郡飯野町出身。通称「モロッコの辰」。

## 来歴
大正12年（1923年）、宮崎県西諸県郡飯野町（現：宮崎県えびの市）で生まれる。実家は農家で、5人兄弟の四男だった。
昭和13年（1938年）、加久藤尋常小学校高等科2年を卒業後、すぐ上の兄とともに、横浜市鶴見区潮田に住む次兄夫婦のもとに預けられ、ここで夜学の工業高校に進学した。在学中、川崎の「薄田拳闘クラブ」に通い、本格的にボクシングを始めた。この頃から喧嘩三昧の生活を送るようになり、愚連隊の世界に入っていくこととなる。そして少年院で井上喜人と知り合い、兄弟分となった。
太平洋戦争が勃発すると召集令状が届いたものの、肺浸潤により兵役不合格となった。このころから肺結核を患っており、痛みを紛らわせるために、ヘロインを常用していたと云われている。
昭和21年（1946年）、出口と井上は恐喝事件により横浜刑務所に収監された。出口は懲役1年、井上は懲役3年だった。その後、井上は群馬県前橋刑務所に移送された。
昭和22年（1947年）に出所後は賭場荒らしに明け暮れ、これをシノギとした。この頃に塚越辰雄を舎弟としている。
横浜の愚連隊で一大勢力となったころ、吉水金吾と知り合い、兄弟分となった。さらに、吉水の紹介で林喜一郎とも知り合い、兄弟分となった。このころ、出口・吉水・井上・林は「横浜愚連隊四天王」と呼ばれるようになった。
昭和23年（1948年）、出口と井上の舎弟・田中敬は、一銭も持たずに浅草神社裏の旅館の2階の賭場に出かけた。賭場で、出口は45口径のS&WUSアーミーM1917と38口径のコルト38ディテクティブスペシャルを抜き、田中は38口径のコルト38ポリスポジティブを抜いた。出口は、盆の上にS&WUSアーミーM1917を置き、5千円を貸すように要求した。賭場の代貸たちは、出口と田中に逆らえなかった。
同年、出口と田中はまたも一銭も持たずに、神奈川県湯河原町の旅館「静山荘」の2階の賭場に出かけた。賭場で、出口は45口径のS&WUSアーミーM1917と38口径のコルト38ディテクティブスペシャルを抜き、田中は38口径のコルト38ポリスポジティブを抜いた。出口辰夫は、盆の上にS&WUSアーミーM1917を置き、5千円を貸すように要求した。稲川角二（後の稲川聖城）が、100円札の束を出口に渡し、賭場荒らしを止めるように諭した。出口辰夫と田中敬は、賭場荒らしを止めて、「静山荘」から出た。
同年8月13日、井上が前橋刑務所から出所した。
同年8月16日夜、浅草の料亭で井上の出所祝いが行われた。井上喜人の放免祝いの席で、出口辰夫は、井上喜人に、一緒に稲川角二の舎弟になることを提案した。井上喜人は、出口辰夫の提案には賛同しなかったが、稲川角二に会うことだけは了承した。
このころ横浜市では、鶴岡町の雨宮光安、伊勢佐木町の秋山繁次郎、神奈川の滝沢栄一、高島町の高橋橋松、鶴見の山瀬惣十郎、海岸の外峯勇、鶴屋町の漆原金吾らが兄弟分となり、京浜兄弟会を結成した。
その後、出口と井上は、稲川角二の本拠だった湯河原の「島田旅館」を訪ね、稲川に会った。稲川角二は、井上喜人に出所祝いを渡した。井上は稲川からの出所祝いに感激し、出口は稲川に「出口辰夫と井上喜人を稲川角二の舎弟にして欲しい」と頼んだが、稲川は「兄弟分も舎弟も持つ気はない」と返答した。出口と井上は、稲川に、稲川の若衆にしてくれるように頼んだ。稲川は、出口と井上を稲川の若衆とした。出口と井上の舎弟や子分（田中敬や佐藤義雄）で、出口の舎弟・堀越辰雄以外の者100数十人全員が、稲川の傘下に入った。
同年暮れ、御殿場の賭博小屋で揉め事が起ったため、出口は、友人の愚連隊の首領・趙春樹とともに、揉め事の起った賭博小屋に行った。賭博小屋には、稲川、稲川の若衆・長谷川春治、稲川角二の若衆・森田祥生がいた。稲川角二は、出口辰夫から趙春樹を紹介された。
昭和24年（1949年）春、鶴岡政次郎の自宅で、山崎屋一家・石井秀次郎総長は鶴岡に引退する意思を伝え、網島一家の誰かを石井の跡目にして欲しいと頼んだ。鶴岡は、石井に稲川を薦めたが、石井は難色を示した。鶴岡は、石井に「自分に良い考えがある」と頼んだ。
石井が鶴岡に跡目を相談した翌日、鶴岡は稲川と横山新次郎の2人に、山崎屋一家五代目を継ぐように言った。稲川と横山は、2人で山崎屋一家五代目を継ぐことを了承した。
同年春、熱海市の海岸通りの「鶴屋旅館」2階大広間で、稲川と横山の山崎屋一家の跡目披露が行われた。水戸の金成豊彦、蛎殻町の鈴木伊之助、鶴見の辻本孝太郎、五代目小金井一家・渡辺国人総長、楠原三之助、鶴見の松尾組・松尾嘉右ェ門組長らが出席した。山崎屋一家五代目跡目披露の前に、稲川は、森田祥生、長谷川春治、出口、井上、田中ら30数人と親子の盃事を行った。
同年4月、稲川は熱海市咲見町で「稲川組」（後の稲川会）を結成した。稲川組組事務所の看板を「稲川興業」とした。稲川角二は、浪曲や歌謡ショーなどの興行を手がけた。
同年6月、稲川は広沢虎造、寿々木米若、東家浦太郎、松平国十郎らを招き、稲川組結成を記念した興行を行った。不良朝鮮人4人が稲川組結成記念興行に来て、木戸口で森田祥生と長谷川春治と言い争いになった。稲川組と不良朝鮮人4人は、稲川組結成記念興行が終わった翌日の午後7時に、決闘をすることになった。
稲川組結成記念興行が終わった翌日の午後7時、稲川組組事務所には、森田、長谷川、出口、井上、森田敬ら稲川組組員60人近くが待機したが、不良朝鮮人グループの襲撃はなかった。出口の提案で、井上ら30人近くが稲川組組事務所に残って不良朝鮮人グループの殴り込みに備え、出口、森田、長谷川ら残り30人近くが、不良朝鮮人グループの根城の糸川の遊郭に殴り込むことにした。出口、森田、長谷川ら30人は、糸川の遊郭で、リーダーを含む不良朝鮮人グループ4人を拘束し、トラックで錦ヶ浦に行き、トラックごと不良朝鮮人4人を海に突き落とそうとした。不良朝鮮人グループのリーダーが「不良朝鮮人グループは熱海から出て行く」ことを約束したため、出口、森田、長谷川は、不良朝鮮人4人の殺害を中止した。
リーダーが熱海からの撤退を約束した翌日、不良朝鮮人グループ10数人は、3台の車に分乗して、熱海警察署の車2台に保護されながら熱海駅に行き、熱海から去った。
昭和25年（1950年）1月26日、鶴岡は、千葉県千葉市の博徒・吉村二郎から千葉競輪場の警備の応援要請を受けた。吉村は鶴岡の配下だった。吉村は、千葉競輪場に出没する関根組の残党らしい愚連隊のハイダシ（もしくはハリダシ）に手を焼いていた。
同年1月27日昼下がり、横浜の野毛の国際劇場裏の鶴岡の自宅で、鶴岡は稲川に千葉競輪場の警備を指示した。
同日夜、稲川は、小田原の井上を熱海の自宅に呼び、千葉競輪場の警備を命じた。
同年1月28日昼、井上は舎弟・田中敬ら10人を連れて、小田原を発って、千葉市に向かった。
同年1月29日、井上、田中ら11人は、吉村とその若衆とともに千葉競輪場の警備をした。
同年1月31日、千葉競輪前節3日間が終わった。
同日、井上は吉村に挨拶に行き、大阪での用事を頼まれて了承した。井上は、千葉競輪場の警備を田中に任せて、大阪に向かった。
同年2月1日午後、愚連隊風の男3人が、千葉競輪場の警備員詰所に押しかけ、吉村にハイダシをかけ、数千円を受け取った。愚連隊風の男3人は吉村に金額の不満を言ったため、田中ら稲川組組員10人は愚連隊風の男3人を殴り倒した。吉村二郎は、関根組の残党の報復を恐れて、田中敬たちの暴行を止めた。その後、吉村は、田中ら稲川組組員10人に、熱海に引き上げるように迫ったが、田中は「稲川の命令でない限り引き上げない」と返答した。
同年2月2日、湯河原の「若葉旅館」2階で、稲川は、吉村二郎から電話をもらい、田中ら稲川組組員10人を熱海に引き上げさせるように頼まれた。稲川は、田中ら稲川組組員10人の引き上げを拒否した。稲川は、出口、森田、長谷川ら稲川組組員100人超を率いて、千葉競輪場に向かった。稲川組組員は、それぞれ日本刀をバットケースに隠し、拳銃をグローブに隠して稲川に同行した。千葉競輪場の第8レースが行われるころ、愚連隊40～50人が千葉競輪場の中にある欅の木の下に集合した。稲川角二ら100人超の稲川組組員が、千葉競輪場に到着すると、愚連隊は全員逃げ出した。稲川は、千葉競輪場で吉村にハイダシをかけていた愚連隊が関根組の残党ではないと推測した。

昭和26年（1951年）12月初旬、吉水金吾と林喜一郎の抗争事件が勃発した。
吉水金吾と林喜一郎の抗争事件を切っ掛けに、稲川角二は、横浜の愚連隊の首領・吉水金吾と横浜の愚連隊の首領・林喜一郎を、稲川角二の若衆にした。
昭和30年（1955年）1月7日、出口は舎弟・川上三喜を連れて、石塚一家・石塚儀八郎総長の代貸・石井隆匡の賭場で遊んだ。出口の負けが込んだので、石井隆匡の舎弟・宮本広志が、出口に「今日はもう回銭がなくなったので、このあたりで博打を止めた方がいいのではないか」とアドバイスした。出口は宮本の発言に激怒した。このとき、賭場に入ってきた井上が、出口をなだめて、川上に出口を連れて帰るように指示した。川上は、出口の身体を支えて（このとき、出口は既にヒロポン中毒になっていた）賭場から出て行った。井上は石井に出口の非礼を詫びた。宮本ら石井の舎弟は出口を殺害しようと話し合った。しかし、石井は出口への報復を認めなかった。
昭和30年（1955年）1月30日、出口は肺結核で死去した。享年34、もしくは33。出口の葬儀は、横須賀市で行われた。施主は稲川だった。石井隆匡、宮本広志も出口辰夫の葬儀に参列した。出口の遺骨は生前のヒロポン中毒の影響で、火葬後の取り上げの際にボロボロに崩れ、骨上げができなかった。石井は泣きながら遺骨を手ずから握りしめ、骨壺に収めたという話が伝えられている。

## エピソード
- 野村秋介は若年のころ、出口辰夫の舎弟であった。

## 出口辰夫 関連の書籍
- 三枝 豪『モロッコの辰 横浜愚連隊物語』大陸書房、1990年、ISBN 4-47976-037-7
- 山平重樹『愚連隊列伝 モロッコの辰』幻冬舎＜アウトロー文庫＞、1996年、ISBN 4-87728-681-0

劇画
- 原作：山平重樹、脚本：天龍寺弦、画：田丸ようすけ『実録 風雲ヤクザ伝 モロッコの辰 出口辰夫』竹書房バンブーコミックス、2005年 全3巻
  - 『実録 風雲ヤクザ伝 モロッコの辰 出口辰夫 ハマの覇王編』竹書房、2005年2月、ISBN 4-8124-6123-5
  - 『実録 風雲ヤクザ伝 モロッコの辰 出口辰夫 終結・四天王！！編』竹書房、2005年5月、ISBN 4-8124-6138-3
  - 『実録 風雲ヤクザ伝 モロッコの辰 出口辰夫 遥かなるモロッコ編』竹書房、2005年8月、ISBN 4-8124-6286-X

## 出口辰夫 関連の映画・オリジナルビデオ
- 山下耕作監督『修羅の群れ』（1984年、東映）、出水辰雄のモデルは、出口辰夫。出水辰雄役は、北島三郎
- 和泉聖治監督『Morocco 横浜愚連隊物語』（1996年、ムービー・ブラザース）、主人公・出口辰夫役は柳葉敏郎
  - 『Morocco 横浜愚連隊物語』
  - 『Morocco 横浜愚連隊物語2』
- 辻裕之監督『修羅の群れ』（2002年、GPミュージアム）、出口辰雄のモデルは、出口辰夫。出口辰雄役は、寺島進
  - 『修羅の群れ 第1部 怒涛編』
  - 『修羅の群れ 第2部 風雲編』